# 希乐仑
希乐仑（Selerant）是一家开发产品生命周期管理（PLM）软件的公司，总部分别位于意大利米兰和美国纽约。

## 历史
希乐仑是由雅各布·克伦伯和卡罗·克伦伯于1990年共同创建的公司。该公司早期的名字叫Euroware，一开始专注于为欧盟法规部门开发原料安全数据表软件的，之后逐渐将业务范围扩大到构建健壮的企业产品开发和创新平台上。DevEX是该公司开发的PLM产品，其功能包括产品概念管理、配方管理、全球法规合规及标签管理、需求管理、规格和产品数据管理、供应商管理、产品协作生产、外包及协作等。
希乐仑现在在全球150多个国家都有办公室、客服代表和客户，目前使用DevEX的一些全球最大的消费品公司包括雀巢、味好美、萨拉·李、百加得、帕玛拉特、中粮集团、李锦记等。

## 产品信息
该公司提供的产品包括：
- DevEX (产品生命周期管理)
- WinChem （配方及法规管理）
- EuSheet （欧洲安全数据表模块）